# Сотворение Адама (фильм)
«Сотворение Адама» — российский художественный фильм, снятый в 1993 году. Жанр: мистическая драма
Художественный фильм, режиссёрский дебют в игровом кино Юрия Владимировича Павлова, главного редактора Творческой Мастерской Первого и Экспериментального фильма («Ленфильм»). Актёрский дебют Бориса Хвошнянского и Ильи Шакунова.
Премия «Ленфильм-93»; Приз зрительских симпатий на МКФ в Сан-Франциско, США (1994); фильм участвовал в международных кинофестивалях в Москве, Котбусе (Германия), Вероне (Италия), Сиднее (Австралия) и Гонконге. Премьерные показы фильма прошли в Лондоне, Нью-Йорке, Тель-Авиве и Лос-Анджелесе. С 1994 года и по сей день фильм широко продаётся на видео и DVD в США, Германии, Италии и Австралии.

## Сюжет
Главный герой фильма, молодой учёный Андрей, не в ладах со всем миром, с собственной красавицей-женой и самим собой.
К Андрею в один не самый радостный день его жизни является ангел-хранитель в облике вполне земного человека по имени Филипп. Андрей избегает его, воспринимает всё, что делает Филипп, как глупый и злой розыгрыш.
Но наступает момент, когда терпение и забота Филиппа рождают в Андрее ответное сильное чувство. И тогда  Филипп исчезает навсегда...

## В ролях
- Саулюс Баландис — Андрей
- Ирина Метлицкая — Нина
- Сергей Виноградов — Филипп
- Александр Стриженов — Олег
- Анжелика Неволина — Наташа
- Юрий Овсянко — директор института
- Илья Шакунов — двойник
- Алексей Палечек
- Борис Репетур
- Борис Хвошнянский —  сотрудник КБ, коллега Андрея

## Съёмочная группа
- Авторы сценария: Владимир Маслов, Виталий Москаленко
- Режиссёр: Юрий Павлов
- Оператор: Сергей Мачильский
- Композитор: Андрей Сигле
- Художник: Михаил Суздалов
- Художник по костюмам: Анжела Сапунова[1], Юлия Бунакова, Евгений Хохлов, Владимир Бухинник
- Постановщик трюков: Иосиф Кринский
- Монтажёр: Раиса Лисова

## Технические данные
Издание на DVD не выходило